# Fußball-Europameisterschaft der Frauen 2009/Deutschland
Dieser Artikel behandelt die deutsche Fußballnationalmannschaft der Frauen bei der Europameisterschaft 2009 in Finnland.

## Qualifikation
Deutschland wurde für die Qualifikation in die Gruppe 4 gelost und traf auf Belgien, die Niederlande, die Schweiz und Wales. Die deutsche Elf konnte alle acht Spiele gewinnen und musste lediglich ein Gegentor hinnehmen. Deutschland ist damit seit 16 EM-Qualifikationsspielen ungeschlagen. Das Heimspiel gegen Belgien wurde von 17.000 Zuschauern verfolgt, was ein neuer Zuschauerrekord für EM-Qualifikationsspiele bedeutete.
Während sich Deutschland als Gruppensieger direkt für die Europameisterschaft qualifizierte erreichten die Niederlande durch zwei Siege gegen Spanien ebenfalls die EM-Endrunde.

### Tabelle
| Pl. | Land        | Sp. | S | U | N | Tore    | Diff. | Punkte |
| --- | ----------- | --- | - | - | - | ------- | ----- | ------ |
| 1.  | Deutschland | 8   | 8 | 0 | 0 | 034:100 | +33   | 24     |
| 2.  | Niederlande | 8   | 3 | 3 | 2 | 012:120 | ±0    | 12     |
| 3.  | Schweiz     | 8   | 3 | 2 | 3 | 009:160 | −7    | 11     |
| 4.  | Belgien     | 8   | 3 | 1 | 4 | 007:150 | −8    | 10     |
| 5.  | Wales       | 8   | 0 | 0 | 8 | 001:190 | −18   | 0      |

### Spiele
| Datum      | Spielort      | Gegner      | Ergebnis  | Torschützen |
| ---------- | ------------- | ----------- | --------- | --- |
| 12.04.2007 | Wattenscheid  | Niederlande | 5:1 (2:1) | 0:1 Torny (17.), 1:1 Prinz (31.), 2:1 Mittag (34.), 3:1 Lingor (48., Elfmeter), 4:1 Garefrekes (67.), 5:1 Lingor (68.)                        |
| 10.05.2007 | Haverfordwest | Wales       | 0:6 (0:3) | 0:1 Prinz (8.), 0:2 Prinz (18.), 0:3 Stegemann (44.), 0:4 Garefrekes (81.), 0:5 Müller (86.), 0:6 Prinz (87.)                                 |
| 22.05.2007 | Koblenz       | Schweiz     | 7:0 (4:0) | 1:0 Smisek (14.), 2:0 Behringer (16.), 3:0 Prinz (33.), 4:0 Behringer (35.), 5:0 Garefrekes (52.), 6:0 Garefrekes (64.), 7:0 Garefrekes (90.) |
| 28.10.2007 | Lübeck        | Belgien     | 3:0 (2:0) | 1:0 Garefrekes (8.), 2:0 Minnert (11.), 3:0 Prinz (74.)                                                                                       |
| 01.11.2007 | Volendam      | Niederlande | 0:1 (0:1) | 0:1 Krahn (36.) |
| 07.05.2008 | Eupen         | Belgien     | 0:5 (0:1) | 0:1 Pohlers (20.), 0:2 Garefrekes (52.), 0:3 Pohlers (58.), 0:4 Garefrekes (59.), 0:5 Bresonik (78.)                                          |
| 29.05.2008 | Kassel        | Wales       | 4:0 (3:0) | 1:0 Hingst (9.), 2:0 Pohlers (12.), 3:0 Krahn (30.), 4:0 Behringer (77.)                                                                      |
| 01.10.2008 | Basel         | Schweiz     | 0:3 (0:2) | 0:1 Garefrekes (20.), 0:2 Behringer (33.), 0:3 Smisek (76.)                                                                                   |

Grün unterlegte Ergebnisse kennzeichnen Siege.

## Vorbereitung
Für die Vorbereitung auf das Turnier setzte die Bundestrainerin Silvia Neid sechs Lehrgänge an. Der erste begann am 22. Juli 2009 in Köln. Insgesamt 26 Spielerinnen, davon 16 Weltmeisterinnen von 2007, wurden in den vorläufigen Kader berufen. Ende Juli bestritt die Mannschaft zwei Testspiele gegen die Niederlande und Japan, bevor die Bundestrainerin den 22-köpfigen Kader berief. Danach absolvierte die DFB-Elf noch ein weiteres Testspiel gegen Russland.
| Datum      | Spielort | Gegner      | Ergebnis  | Torschützen |
| ---------- | -------- | ----------- | --------- | --- |
| 25.07.2009 | Sinsheim | Niederlande | 6:0 (4:0) | 1:0 Geurts (9. Eigentor), 2:0 Grings (16.), 3:0 Behringer (37.), 4:0 Prinz (39.), 5:0 Laudehr (57.), 6:0 da Mbabi (90.) |
| 29.07.2009 | Mannheim | Japan       | 0:0       | |
| 06.08.2009 | Bochum   | Russland    | 3:1 (0:0) | 1:0 Garefrekes (52.), 1:1 Kuroschkina (53.), 2:1 Zibutowitsch (63., Eigentor), 3:1 Müller (90.)                         |

Grün unterlegte Ergebnisse kennzeichnen Siege.

## Kader
Die Bundestrainerin Silvia Neid nominierte am 30. Juli 2009 den 22-köpfigen Kader für die EM-Endrunde. Die Torhüterin Alisa Vetterlein, die Abwehrspielerin Navina Omilade, die Mittelfeldspielerin Lena Goeßling sowie die Stürmerin Isabell Bachor, die zuvor im erweiterten Kader standen, wurden nicht für die Europameisterschaft berücksichtigt. Für Nadine Angerer, Ariane Hingst und Kerstin Stegemann war die EM 2009 die vierte Europameisterschaft, wobei Angerer als einzige zuvor noch kein Spiel bei einer EM absolviert hatte. Mannschaftskapitänin Birgit Prinz bestritt sogar bereits ihre fünfte Europameisterschaft (einschließlich der EM 1995, bei der kein Endrundenturnier durchgeführt wurde). Neun Spielerinnen nahmen zum ersten Mal an einer Europameisterschaft teil. Mit Sonja Fuss und Kerstin Stegemann gehörten zwei Spielerinnen eines Zweitligisten zum Aufgebot. Mit Ausnahme von Jennifer Zietz kamen alle Feldspielerinnen zum Einsatz.
| Nummer      | Name                   | Verein vor EM-Beginn   | Geburtstag | Sp. | Tor |     |     |     |
| Tor         | Tor                    | Tor                    | Tor        | Tor | Tor | Tor | Tor | Tor |
| ----------- | ---------------------- | ---------------------- | ---------- | --- | --- | --- | --- | --- |
| 01          | Nadine Angerer         | 1. FFC Frankfurt       | 10.11.1978 | 6   | 0   | 0   | 0   | 0   |
| 12          | Ursula Holl            | FCR 2001 Duisburg      | 26.06.1982 | 0   | 0   | 0   | 0   | 0   |
| 21          | Lisa Weiß              | SG Essen-Schönebeck    | 29.10.1987 | 0   | 0   | 0   | 0   | 0   |
| Abwehr      |                        |                        |            |     |     |     |     |     |
| 03          | Saskia Bartusiak       | 1. FFC Frankfurt       | 09.09.1982 | 4   | 0   | 1   | 0   | 0   |
| 15          | Sonja Fuss             | 1. FC Köln             | 05.11.1978 | 2   | 0   | 0   | 0   | 0   |
| 17          | Ariane Hingst          | 1. FFC Frankfurt       | 25.07.1979 | 4   | 0   | 0   | 0   | 0   |
| 05          | Annike Krahn           | FCR 2001 Duisburg      | 01.07.1985 | 6   | 1   | 0   | 0   | 0   |
| 04          | Babett Peter           | 1. FFC Turbine Potsdam | 12.05.1988 | 6   | 0   | 0   | 0   | 0   |
| 22          | Bianca Schmidt         | 1. FFC Turbine Potsdam | 23.01.1990 | 4   | 0   | 0   | 0   | 0   |
| 02          | Kerstin Stegemann      | FSV Gütersloh 2009     | 29.09.1977 | 1   | 0   | 0   | 0   | 0   |
| Mittelfeld  |                        |                        |            |     |     |     |     |     |
| 10          | Linda Bresonik         | FCR 2001 Duisburg      | 07.12.1983 | 5   | 2   | 1   | 0   | 0   |
| 18          | Kerstin Garefrekes     | 1. FFC Frankfurt       | 04.09.1979 | 5   | 0   | 0   | 0   | 0   |
| 14          | Kim Kulig              | Hamburger SV           | 09.04.1990 | 5   | 1   | 1   | 0   | 0   |
| 06          | Simone Laudehr         | FCR 2001 Duisburg      | 12.07.1986 | 5   | 2   | 0   | 0   | 0   |
| 20          | Jennifer Zietz         | 1. FFC Turbine Potsdam | 14.09.1983 | 0   | 0   | 0   | 0   | 0   |
| Angriff     |                        |                        |            |     |     |     |     |     |
| 19          | Fatmire Bajramaj       | 1. FFC Turbine Potsdam | 01.04.1988 | 4   | 3   | 0   | 0   | 0   |
| 07          | Melanie Behringer      | Bayern München         | 18.11.1985 | 5   | 2   | 0   | 0   | 0   |
| 08          | Inka Grings            | FCR 2001 Duisburg      | 31.10.1978 | 6   | 6   | 0   | 0   | 0   |
| 11          | Anja Mittag            | 1. FFC Turbine Potsdam | 16.05.1985 | 2   | 1   | 0   | 0   | 0   |
| 16          | Martina Müller         | VfL Wolfsburg          | 18.04.1980 | 2   | 0   | 0   | 0   | 0   |
| 13          | Célia Okoyino da Mbabi | SC 07 Bad Neuenahr     | 27.06.1988 | 4   | 1   | 0   | 0   | 0   |
| 09          | Birgit Prinz           | 1. FFC Frankfurt       | 25.10.1977 | 6   | 2   | 0   | 0   | 0   |
| Trainerstab |                        |                        |            |     |     |     |     |     |
|             | Silvia Neid            | Trainerin              | 02.05.1964 |     |     |     |     |     |
|             | Ulrike Ballweg         | Co-Trainerin           | 17.09.1965 |     |     |     |     |     |
|             | Michael Fuchs          | Torwarttrainer         | 04.01.1970 |     |     |     |     |     |
|             | Dr. Norbert Stein      | Konditionstrainer      | 14.10.1953 |     |     |     |     |     |

## Quartier
Die deutsche Mannschaft reiste am 19. August 2009 nach Finnland und bezog ihr Quartier im Hotel Scandic Rosendahl in Tampere. In der drittgrößten Stadt Finnlands wurden alle drei Vorrundenspiele der DFB-Elf ausgetragen. Neben den 22 Spielerinnen gehörten 14 weitere Personen zur deutschen Delegation. Nach der Gruppenphase zog die Mannschaft in ein Hotel in der Innenstadt von Lahti und nach dem Halbfinaleinzug nach Helsinki um.

## Spiele

### Vorrunde
Deutschland traf in der Vorrundengruppe B auf Frankreich, Island und Norwegen. Gleich zum Auftakt kam es zur Neuauflage des Endspiels der EM 2005. Drei Tore des 4:0-Erfolges fielen erst in der Nachspielzeit als die Norwegerinnen auf den Ausgleich drängten. Durch die ersten beiden Siege stand Deutschland bereits vor dem dritten Spiel als Gruppensieg fest. Im dritten Spiel schonte die Bundestrainerin daher einige Stammkräfte, der Sieg gegen Island fiel daher schwerer als erwartet.
| Pl. | Land        | Sp. | S | U | N | Tore    | Diff. | Punkte |
| --- | ----------- | --- | - | - | - | ------- | ----- | ------ |
| 1.  | Deutschland | 3   | 3 | 0 | 0 | 010:100 | +9    | 09     |
| 2.  | Frankreich  | 3   | 1 | 1 | 1 | 005:700 | −2    | 04     |
| 3.  | Norwegen    | 3   | 1 | 1 | 1 | 002:500 | −3    | 04     |
| 4.  | Island      | 3   | 0 | 0 | 3 | 001:500 | −4    | 0      |

|                                                      |   |             |           |
| Montag, 24. August 2009 um 17:00 Uhr* in Tampere     |   |             |           |
| Deutschland                                          | – | Norwegen    | 4:0 (1:0) |
| Donnerstag, 27. August 2009 um 17:30 Uhr* in Tampere |   |             |           |
| Frankreich                                           | – | Deutschland | 1:5 (0:3) |
| Sonntag, 30. August 2009 um 16:00 Uhr* in Tampere    |   |             |           |
| Deutschland                                          | – | Island      | 1:0 (0:0) |

* Ortszeit (MESZ+1)

### Viertelfinale
|                                                   |   |         |           |
| Freitag, 4. September 2009 um 16:00 Uhr* in Lahti |   |         |           |
| Deutschland                                       | – | Italien | 2:1 (1:0) |

### Halbfinale
|                                                                      |   |          |           |
| Montag, 7. September 2009 um 19:00 Uhr* in Helsinki (Fußballstadion) |   |          |           |
| Deutschland                                                          | – | Norwegen | 3:1 (0:1) |

### Finale
|                                                                           |   |             |           |
| Donnerstag, 10. September 2009 um 19:00 Uhr* in Helsinki (Olympiastadion) |   |             |           |
| England                                                                   | – | Deutschland | 2:6 (1:2) |

* Ortszeit (MESZ+1)